# حسن عاطفی
حسن عاطفی (زادهٔ ۳ خرداد ۱۳۱۸-کاشان) پژوهشگر، نویسنده و شاعر ایرانی است.

## زندگی
وی دوره متوسطه خود را در دبیرستان محمودیه کاشان و سپس تحصیلات عالی را در دانشسرای عالی تهران در رشته زبان و ادبیات فارسی به پایان رسانید؛ و در این زمان فنون شاعری را از جدّ خود غروی کاشانی فرا گرفت. وی دوره کارشناسی ارشد ادبیات فارسی را در دانشگاه آزاد اسلامی تهران به انجام رسانید.
از شاخص‌ترین آثار حسن عاطفی تصحیح و تحشیه ورزنامه است. ایرج افشار دربارهٔ «ورزنامه» می‌نویسد:

«سال‌های دراز بود که متن فارسی کهنسال ورزنامه از فسطیوس بن اسکوراسیکه (سزگین ۴: ۳۱۷) که یگانه نسخه شناخته آن در دست دوست دانشمندم حسن عاطفی (کاشان) بود و خود معرفی خوبی از آن در راهنمای کتاب نوشته بود…»
شهریار در بیتی آورده است:
غزلسرا بسی امروز خاصه در کاشان
به سبک‌های ظریفی که خاصّهٔ ایشان
بسان «عاطفی» و «بهنیای» کاشانی
چنانکه «موسوی» و «آشنا» و «ایمانی» 

## سمت‌ها
حسن عاطفی علاوه بر شاعری و تحقیق و پژوهش، سال‌ها در دبیرستان‌های کاشان، دانشگاه آزاد اسلامی کاشان، اراک و دانشگاه پیام نور دلیجان و آران و بیدگل تدریس کرده است.

## آثار
از حسن عاطفی بیش از ۲۰ اثر منتشر شده است.
| ردیف | نام کتاب                                            | نوع             | انتشارات                   | سال انتشار     | توضیحات                                                                                           |
| ---- | --------------------------------------------------- | --------------- | -------------------------- | -------------- | ------------------------------------------------------------------------------------------------- |
| ۱    | ورزنامه                                             | تصحیح و تحشیه   | مرکز نشر دانشگاهی          | ۱۳۸۸           | اثر فسطیوس بن اسکوراسیکه کهن‌ترین نثر پارسی در کشاورزی از ۱۰۰۰ سال پیش                             |
| ۲    | دیوان باباافضل                                      | تصحیح           | زوار                       | ۱۳۶۳ (چاپ دوم) | با همکاری مصطفی فیضی، عباس بهنیا، علی شریف                                                        |
| ۳    | دیوان سنجر کاشانی                                   | تصحیح           | کتابخانهٔ مجلس شورای اسلامی | ۱۳۸۸ (چاپ دوم) | با همکاری عباس بهنیا                                                                              |
| ۴    | مجلس‌افروز                                           | تصحیح           | الطیار                     | ۱۳۸۵           | سرودهٔ فضلعلی نصرآبادی کاشانی                                                                      |
| ۵    | فرس‌نامه                                             | تصحیح           | کتابخانهٔ مجلس شورای اسلامی | ۱۳۸۷           | تألیف میرزا اسدالله خوانساری (چاپ‌شده در گنجینهٔ بهارستان)                                          |
| ۶    | تاریخ ادبیات ایران                                  | تألیف           |                            |                | متن درسی دانشجویان ادبیات فارسی دانشگاه آزاد اسلامی                                               |
| ۷    | جزوهٔ آیین نگارش                                     | تألیف           |                            |                | متن درسی                                                                                          |
| ۸    | دیوان مخلص کاشانی                                   | تصحیح           | میراث مکتوب                | ۱۳۷۹           |                                                                                                   |
| ۹    | دیوان عبدعلی‌شاه                                     | تصحیح           | مرسل                       | ۱۳۷۸           | با مقدمه افشین عاطفی                                                                              |
| ۱۰   | کلیات محمودخان ملک‌الشعرا                            | تصحیح           | آثار جاودانه               | ۱۳۸۷           | با همکاری افشین عاطفی                                                                             |
| ۱۱   | دیوان تراب کاشانی                                   | تصحیح           | مرسل                       | ۱۳۹۱           | با همکاری افشین عاطفی                                                                             |
| ۱۲   | ترانه زندگی                                         | سروده‌ها         | مرسل                       | ۱۳۸۲           | به کوشش افشین عاطفی                                                                               |
| ۱۳   | ارمغان ادب                                          | تألیف و تصحیح   | همگام با هستی              | ۱۳۹۲           | مجموعهٔ مقالات، اثری در عرفان، رسالهٔ گُل و مُل ابوسعد ترمذی، دیوان رضوان کاشانی، به کوشش افشین عاطفی |
| ۱۴   | لغات و ضرب‌المثل‌های کاشانی                           | تألیف           | مرسل                       | ۱۳۸۶           | به کوشش افشین عاطفی                                                                               |
| ۱۵   | فراز و فرود کاشان به روایت دیگران                   | تألیف و گردآوری | بنیاد فرهنگ کاشان          | ۱۳۹۱           | با همکاری آبتین گلکار                                                                             |
| ۱۶   | ابوریحان بیرونی و اوضاع فرهنگی ایران در قرنهای ۴و ۵ | تألیف           | ادارهٔ فرهنگ و هنر کاشان    |                | مجموعه سخنرانی حسن عاطفی                                                                          |
| ۱۷   | ضیاءالشهاب                                          | تصحیح           | میراث مکتوب                | ۱۳۹۴           | شرح فارسی شهاب‌الاخبار قاضی قضاعی با همکاری جویا جهانبخش و عباس بهنیا                              |
| ۱۸   | سندی چند از محدودهٔ کاشان و اطراف                    | تصحیح           | مجمع ذخائر اسلامی          | ۱۳۹۶           |                                                                                                   |
| ۱۹   | خلاصة الاشعار و زبدة الافکار (رکن اوّل: عنصری بلخی)  | تصحیح           | ارمغان ادب                 | ۱۳۹۷           | تألیف تقی‌الدین محمد حسینی کاشانی                                                                  |
| ۲۰   | دیوان حسن کاشی                                      | مقدمه           | کتابخانه مجلس شورای اسلامی | ۱۳۸۸           | به کوشش سید عباس رستاخیز                                                                          |
| ۲۱   | دیوان صاحب اصفهانی                                  | مقدمه           | سوره تماشا                 | ۱۳۹۳           | به تصحیح مجید حیدری کله                                                                           |
| ۲۲   | دیوان عاطفی                                         | سروده‌ها         | ارمغان ادب                 | ۱۳۹۸           |                                                                                                   |
| ۲۳   | دیوان قصّاب کاشانی                                   | تصحیح           | ارمغان ادب                 | ۱۳۹۹           | از شعرای توانای عصر صفوی                                                                          |
| ۲۴   | کاشانهٔ دانش                                         | تصحیح           | ارمغان ادب                 | ۱۴۰۰           | در تاریخ، جغرافیا و تذکرهٔ شعرای کاشان، تألیف حسین پرتو بیضایی، به تصحیح حسن عاطفی و افشین عاطفی   |

## نمونه شعر
بوستان حُسن
| هرگز نشد که عقدهٔ دل وا کند کسی  |  | کو محرمی که راز دل افشا کند کسی  |
| گر هفت شهر عشق بگردد به پای عشق |  | حاشا که دلبری چو تو پیدا کند کسی |

## کتابشناسی حسن عاطفی
1. سخنوران نامی معاصر ایران، سید محمدباقر برقعی، جلد ۴، صفحه ۲۴۶۷‐۲۴۷۲.
2. خلوت انس، مشفق کاشانی، جلد ۲، صفحه ۲۷۳‐۲۸۳.
3. سخنوران کاشان، علیرضا شیدا، صفحه ۱۸۴‐۱۸۵.
4. ستارگان سیلک، علی‌اصغر شاطری، جلد اول، صفحه ۳۹۱‐۳۹۳.
5. ارجنامهٔ استاد حسن عاطفی، به کوشش زهره سادات خورشیدی فرد، محمّد جمالی، کاشان، سورهٔ تماشا، ۱۳۹۴.

## نگارخانه

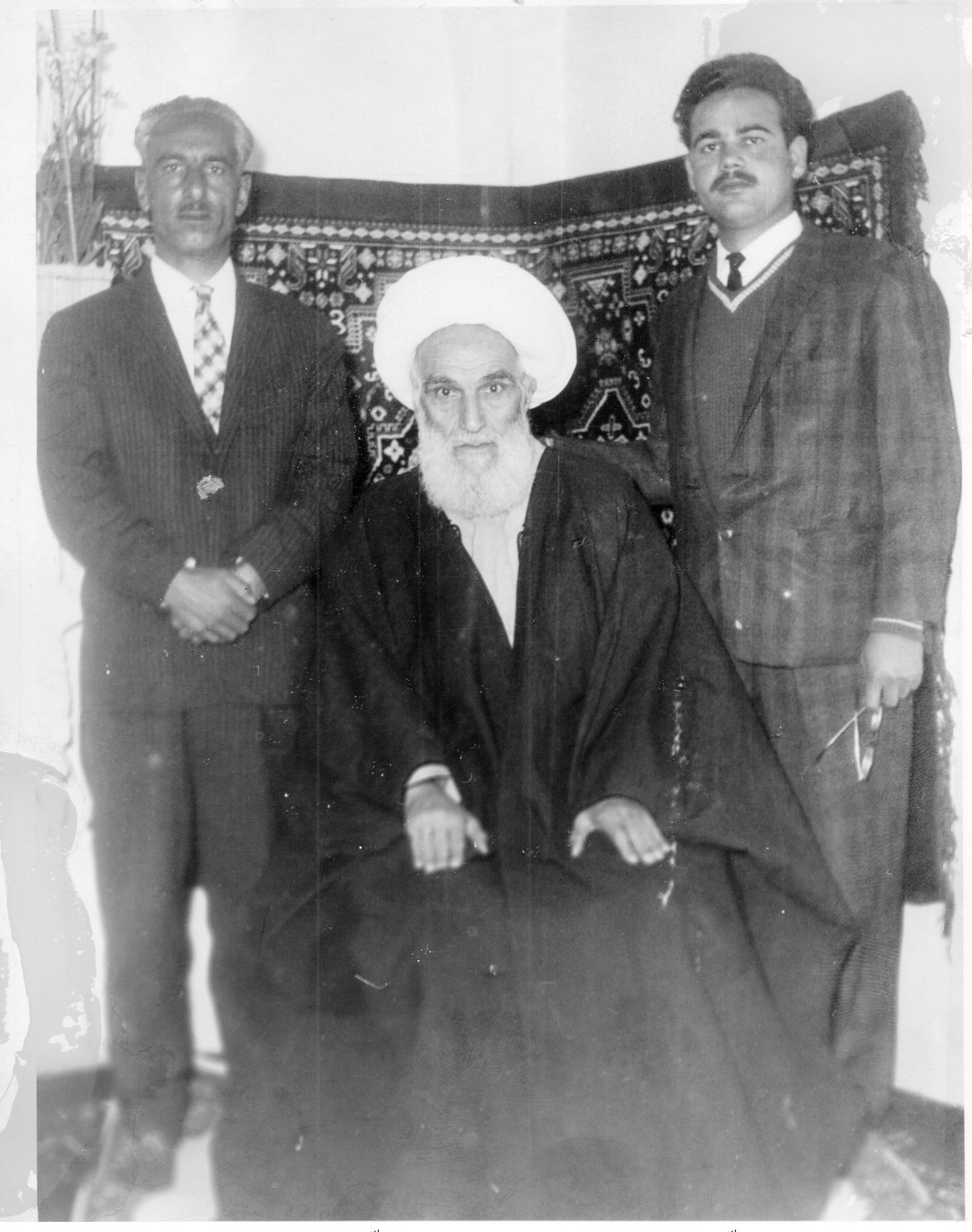
محمد غروی کاشانی، سمت راست: حسن عاطفی، سمت چپ: حسین حجّت‌زاده